# Palehound
 (mai 2024).
La mise en forme du texte ne suit pas les recommandations de Wikipédia : il faut le « wikifier ».
Les points d'amélioration suivants sont les cas les plus fréquents. Le détail des points à revoir est peut-être précisé sur la page de discussion.
- Les titres sont pré-formatés par le logiciel. Ils ne sont ni en capitales, ni en gras.
- Le texte ne doit pas être écrit en capitales (les noms de famille non plus), ni en gras, ni en italique, ni en « petit »…
- Le gras n'est utilisé que pour surligner le titre de l'article dans l'introduction, une seule fois.
- L'italique est rarement utilisé : mots en langue étrangère, titres d'œuvres, noms de bateaux, etc.
- Les citations ne sont pas en italique mais en corps de texte normal. Elles sont entourées par des guillemets français : « et ».
- Les listes à puces sont à éviter, des paragraphes rédigés étant largement préférés. Les tableaux sont à réserver à la présentation de données structurées (résultats, etc.).
- Les appels de note de bas de page (petits chiffres en exposant, introduits par l'outil «  Source ») sont à placer entre la fin de phrase et le point final[comme ça].
- Les liens internes (vers d'autres articles de Wikipédia) sont à choisir avec parcimonie. Créez des liens vers des articles approfondissant le sujet. Les termes génériques sans rapport avec le sujet sont à éviter, ainsi que les répétitions de liens vers un même terme.
- Les liens externes sont à placer uniquement dans une section « Liens externes », à la fin de l'article. Ces liens sont à choisir avec parcimonie suivant les règles définies. Si un lien sert de source à l'article, son insertion dans le texte est à faire par les notes de bas de page.
- La présentation des références doit suivre les conventions bibliographiques. Il est recommandé d'utiliser les modèles {{Ouvrage}}, {{Chapitre}}, {{Article}}, {{Lien web}} et/ou {{Bibliographie}}. Le mode d'édition visuel peut mettre en forme automatiquement les références.
- Insérer une infobox (cadre d'informations à droite) n'est pas obligatoire pour parachever la mise en page.

Pour une aide détaillée, merci de consulter Aide:Wikification.
Si vous pensez que ces points ont été résolus, vous pouvez retirer ce bandeau et améliorer la mise en forme d'un autre article.
 (mai 2024).
Palehound est un groupe américain dirigé par El Kempner  qui a sorti quatre albums, Dry Food (2015), A Place I'll Always Go (2017), Black Friday (2019) et Eye on. la chauve-souris (2023), ainsi que le Bent Nail EP (2013) et un certain nombre de singles 7". Initialement un projet solo, le groupe comprend actuellement Kempner au chant/guitare, Zoë Brecher à la batterie et Larz Brogan à la basse,. En 2015, le groupe a reçu le Boston Music Award du nouvel artiste de l'année.

## Histoire
Avec une sœur cadette, El Kempner a grandi à Westport, Connecticut, où ils ont fréquenté le Staples High School. El a développé un intérêt pour la musique dès son plus jeune âge et a reçu des cours de guitare de son père. Au lycée, ils forment le groupe Cheerleader avec le batteur Max Kupperberg. Pendant ce temps, Kempner a enregistré des démos dans GarageBand, qui ont ensuite été entendues par Dan Goldin, le cofondateur d' Exploding in Sound.
En 2012, ils ont déménagé à New York, où ils ont fréquenté le Sarah Lawrence College et étudié la musique. Là, ils ont enregistré l'EP de six titres Bent Nail avec Carlos Hernandez et Julian Fader d'Ava Luna. Leurs débuts en tant que Palehound ont eu lieu grâce à la sortie numérique de la chanson "Pet Carrot" en août 2013  L'EP a reçu une sortie physique via Exploding in Sound Records en octobre 2013  Ils ont déclaré plus tard : « Quand je l’ai enregistré pour la première fois, j’avais un peu peur de mettre toutes les cartes sur table. "  Ce qui avait initialement été un "projet d'enregistrement dans une chambre" a été transféré sur la scène live. En 2013, la performance de Kempner au CMJ a été décrite comme "des paroles fantaisistes et inébranlables avec un travail de guitare agréablement décalé. "  Ils ont abandonné leurs études et ont déménagé à Boston. En février 2014, le single "Kitchen" est sorti.
En août 2015, Palehound a sorti l'album Dry Food, produit par Gabe Wax aux États-Unis, et une sortie au Royaume-Uni sur Heavenly Records a suivi en mars 2016. Le même mois, le groupe se lance dans une tournée britannique/européenne pour soutenir l'album. Kempner a travaillé avec Real to Reel Filmschool à Boston sur une vidéo de la chanson "Cushioned Caging" parue en juin 2016.
Le 6 mars 2017, Kempner a annoncé que Palehound avait été signé par Polyvinyl Records. Leur album de 2017 A Place I'll Always Go est sorti le 16 juin et a été suivi du Black Friday en juin 2019, décrit par Pitchfork comme « atteignant loin vers l'horizon brumeux, laissant l'énergie nerveuse des deux premiers LP de Palehound monter et dérouler." 

## Style lyrique
Kempner décrit leur musique comme du « journal rock », un terme qu'ils expliquent dans une interview avec Sound of Boston : « c'est un peu comme du journal-rock, toutes mes plus grandes peurs sont éparpillées sur du vinyle, ce n'est pas différent d'écrire un journal intime, vraiment. . " 

## Discographie

### Albums
- Dry Food (2015)
- A Place I'll Always Go (2017)
- Black Friday (2019)
- Eye on the Bat(2023)

### EP
- Bent Nail (2013)

### Singles
- "Kitchen" (2014)
- "Molly" (2016)
- "Worthy" (2019)
- "See a Light" (2020)